# Георгий Янинский
Георгий Янинский (греч. Άγιος Γεώργιος ο εν Ιωαννίνοις также Георгий Гревенский греч. Άγιος Γεώργιος ο εκ Γρεβενών; 1808, Айос Йоргос, Османская империя — 17 января 1838, Янина) — святой Элладской православной церкви, новомученик.

## Биография
Родился в 1808 году в селе Чурхли (ныне Айос Йоргос) недалеко от Гревены в семье Константина и Василики. после кончины родителей, возрасте 12-13 лет начал работать конюхом в Янине у турецкого военного. Слуги называли его Гяур Хасан, что значит Неверный Хассан.
В 1836 году он женился на Элени (Елене) из Янины. Узнав об этом, правитель города обратился к местному судьи, упрекая, что он принял ислам, а затем снова вернулся к христианству. Выслушав обвинения, Георгий смело объявил, что он родился христианином и всегда им был. В 1838 году, после рождения сына Иоанниса, Георгий был во второй раз арестован. После многодневных пыток, 17 января 1838 года в Янине он был повешен. Его тело провисело на виселице три дня, после чего христианской общине было дано право его похоронить по-христиански. Митрополит Яннинский Иоаким (Коккодис), которому отдали останки святого, вместе с янинскими христианами похоронил нового мученика возле алтаря Анастасиевского собора. Позже над могилой была построена часовня. Почитание мученика было распространено в XIX веке в Западной Македонии и Эпире.
В 1927 году родное село новомученика Чурхли было переименовано в Айос Йоргос.
В 1971 году мощи мученика были открыты. Тогда их перенесли в новый храм, возведенный в его честь. Части мощей святого находятся: в храме великомученика Димитрия Солунского в Фессалониках, в монастыре святого Дионисия на Афоне, в Николаевском мужском монастыре в Форт-Майерсе во Флориде.